# Château de Valencia de Don Juan
Le château de Valencia de Don Juan (ou Château de Coyanza) est un château de la ville de dans Valencia de Don Juan, dans la province de Castille-et-León en Espagne.

## Présentation
Il s'agit d'un bâtiment historique, d'architecture gothique militaire. Il a été déclaré « monument national » par le gouvernement provisoire de la Seconde République espagnole. Il est Installé sur l'emplacement d'un ancien fort des âges du bronze, du fer et de l'époque romaine.
Il a été construit à la fin du XIVe siècle par le prince Jean de Portugal (1349-1387), le fils bâtard du roi Pierre Ier de Portugal et d'Inés de Castro. Jean a été l'un des candidats à la couronne portugaise durant la crise de 1383-1385, défendu par les loyalistes, parti nationaliste, dirigé par Martin Vazquez. La noblesse le défendait comme étant le prétendant légitime au trône.
Exilé en Castille à Valencia de Campos, il y fait établir son château et donne son nom à la ville.
Les comtes de Valencia de Don Juan finissent la construction du château. Pendant la Guerre de Succession de Castille, il est assiégé en 1475, quand Jean d'Acuña et du Portugal fut précipité d'une fenêtre du château.
Abandonnée au milieu du XVIe siècle, son effondrement a commencé au XVIIe siècle, avec la disparition des planchers, des voûtes et des couvertures, en plus du plâtre de style mudéjar qui ornent les murs intérieurs.
Il appartient aujourd'hui à l'« Institut Valencia de Don Juan » de Madrid.

## Protection
Le château fait l’objet d’un classement en Espagne au titre de bien d'intérêt culturel depuis le 3 juin 1931.

### Source
- (es) Cet article est partiellement ou en totalité issu de l’article de Wikipédia en espagnol intitulé « Castillo de Valencia de Don Juan » (voir la liste des auteurs).